# Mains Castle
Mains Castle är ett slott strax norr om Dundee i Skottland. Mains Castle ligger 67 meter över havet.